# Georg Julius Ribbentrop
Georg Friedrich Wilhelm Philipp August Julius Ribbentrop (* 2. Mai 1798 in Bremerlehe bei Wesermünde; † 13. April 1874 in Göttingen) war ein deutscher Rechtsgelehrter.

## Leben
Georg Julius Ribbentrop stammte aus braunschweigischer Familie; sein als Steuerdirektor in hannoverschen Diensten gestorbener Vater war der Sohn eines braunschweigischen Kammerrats. Er selbst besuchte Gymnasien in Stade, Braunschweig und Kassel, studierte ab 1814 anfänglich Philologie an der Georg-August-Universität Göttingen und begann dann im Sommer 1816 in Berlin ein Jura-Studium. Noch vor Ende dieses Jahres kam er wieder nach Göttingen und wurde im März 1817 Akzessist an der dortigen königlichen Universitätsbibliothek. 1818/19 lebte er zu Studienzwecken neuerlich in Berlin und befreundete sich mit Friedrich Carl von Savigny.
Ribbentrop erwarb am 25. September 1819 die Doktorwürde der Rechtswissenschaften in Göttingen und habilitiere sich zu Michaelis 1820 als Privatdozent an der dortigen Universität. Am 18. Februar 1822 wurde er außerordentlicher Beisitzer des Spruchkollegiums und am 26. April 1823 außerordentlicher Professor für Römisches Recht an der Universität Göttingen, worauf er seine Stelle an der Bibliothek niederlegte. Am 4. Februar 1832 zum ordentlichen Professor für Römisches Recht befördert, versah er dieses Lehramt bis zu seinem Lebensende. Öffentlich unterstützte er die Göttinger Sieben und verfocht einen von staatlicher Lenkung befreiten Universitätsbetrieb.

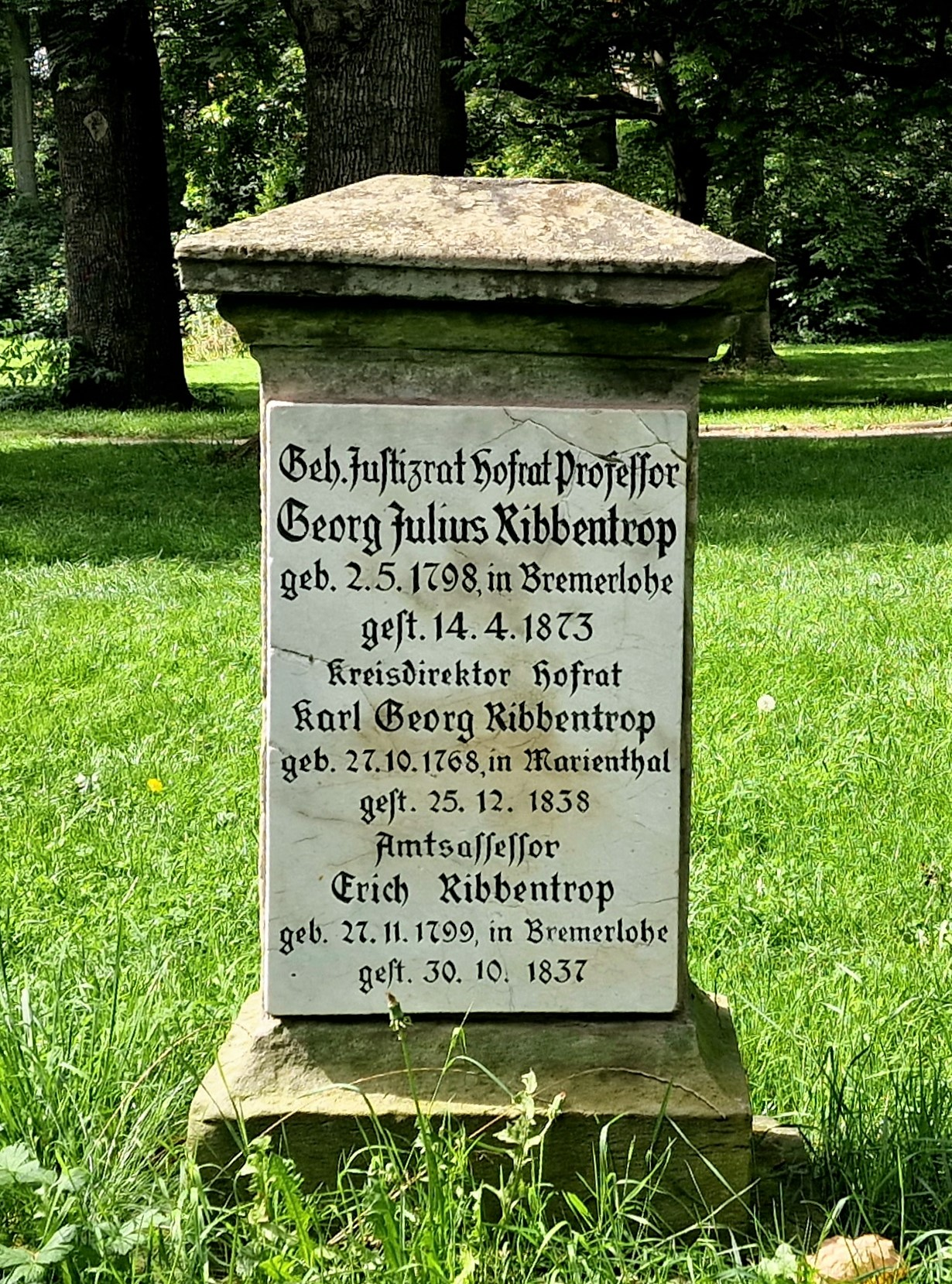
Grabstein Georg Julius Ribbentrop auf dem Historischen Albani-Friedhof zu Göttingen

Obwohl literarisch nur wenig fruchtbar, war Ribbentrop doch als akademischer Lehrer bedeutend und erwarb sich durch seine Monographie  Zur Lehre von den Correal-Obligationen (Göttingen 1831) den Ruf eines scharfsinnigen Juristen. Seiner Richtung nach war Ribbentrop strenger und korrekter Vertreter der älteren historischen Schule.
1844 wurde Ribbentrop zum Hofrat und 1854 zum Geheimen Justizrat ernannt. Den Preußischen Kronenorden zweiter Klasse erhielt er im August 1869 verliehen. Am 13. April 1874 starb er im Alter von knapp 76 Jahren in Göttingen an einem Schlaganfall.